# Розыгрыш (телепередача)
«Розыгрыш» — развлекательное юмористическое шоу, выходившее в эфире на «Первом канале» с 20 сентября 2003 по 29 апреля 2012 года в пятницу или в субботу в 21:30, сразу после программы «Время». Ведущие — Валдис Пельш и Татьяна Арно. «Жертвами» розыгрышей становились не обычные люди, а известные личности.

## Синопсис
По словам продюсера первых четырёх сезонов этого проекта Ефима Любинского, идея создания передачи родилась ещё в 1995 году, когда Василий Григорьев, работавший с Любинским над популярной в те годы передачей НТВ «Куклы», привёз из Франции видеокассету с записью передачи «Сюрприз, сюрприз» ("Surprise sur prise!"; у неё были версии на радио и ТВ как в Канаде, так и во Франции с 1986 по 2021 годы) . Первоначально такое шоу планировалось к выходу на НТВ, ТВ-6 или ТВС (в частности, на последнем канале в октябре 2002 года собирались запустить его под названием «Шутка»), но этого не произошло в силу разных обстоятельств. Существуют аналоги передачи, например, итальянское шоу "Scherzi a Parte" («Шутки в сторону», транслировавшееся с 1992 по 2022 годы с десятью перерывами на каналах Italia 1 и Canale 5) или американское шоу Эштона Кутчера "Punk'd"/«Подстава» (2003 - 2007; 2012, 2015, 2020 - н.в.), выходившее на MTV.
Передачу изначально должен был вести Леонид Якубович, однако ведущий не желал участвовать в подставах (он снялся в конце розыгрышей Даны Борисовой, а также Александра и Екатерины Стриженовых), вследствие чего вести шоу стали Валдис Пельш и Татьяна Арно.
Главная цель шоу — разыграть известную звезду. Розыгрыши в передаче заранее подготовлены, и основная задача разыгрывающих — не показать вида разыгрываемому о предстоящем событии. Для того, чтобы избежать утечки информации, ведущим программы также никогда предварительно не говорилось, кого и как будут разыгрывать. По словам Валдиса Пельша, «было несколько ситуаций, когда „сливали“ звёздам розыгрыш, и они просто не приезжали, а съёмки — это дорогое развлечение». Розыгрыши проводились как в студии, так и за её пределами.

«Розыгрыш» — это, в первую очередь, весёлая шутка, поэтому авторы внимательно следят за тем, чтобы не переступить тонкую грань— 
В конце розыгрыша появляются люди с цветами (и подарками) и поздравляют разыгрываемых: «Вас снимала программа „Розыгрыш“!». В итоге, обычно, довольны все — как разыгрываемые, так и зрители, и сами авторы.
Со временем, в подготовке розыгрышей стали принимать и сами ведущие — демонстрации розыгрыша предшествовал снятый ими небольшой видеосюжет о предварительной подготовке к подставе. По правилам программы, в случае негативной реакции звёздной «жертвы» на произошедшее или же нежелания видеть в телеэфире передачу со своим участием, сюжет считался неудачным и не выходил в эфир. В контрактах ведущих передачи было прописано, что разыгрывать их самих запрещено.
Первыми «жертвами» розыгрышей передачи стали актриса Нина Русланова и сатирик Виктор Шендерович.
По мнению Любинского, самым удачным стал розыгрыш Даны Борисовой, самым сложным — Ксении Собчак.

## Критика
Анатолий Лысенко, отзываясь о передаче, среди её достоинств отметил ведущего Валдиса Пельша, а среди недостатков — тот факт, что участники довольно быстро раскусывают подлог и догадываются, что их разыгрывают. Однако имели место несколько случаев неудачных розыгрышей, завершившихся скандалом: одним из таковых стал розыгрыш с актрисой Чулпан Хаматовой. По его сценарию, Чулпан Хаматова отправилась в кафе на встречу с подругой, через некоторое время в помещение кафе врываются люди с автоматами и в масках и, представившись сотрудниками ФСБ, отобрали у всех посетителей мобильные телефоны и выстроили их вдоль стены. Как вскоре выяснится, подруга Хаматовой только что вернулась из Вьетнама, где якобы свирепствовал смертельный вирус. «Дезинфекция» продлилась около часа.
Из-за трагических событий 1—3 сентября 2004, связанных с захватом школы в Беслане, генеральный директор «Первого канала» Константин Эрнст принял решение не выдавать выпуск программы в эфир. Выпуск в эфире так и не появился. После пережитого стресса Хаматова восстанавливалась около года. Также тяжело перенесла розыгрыш программы бывшая телеведущая «Первого канала», Муз-ТВ и НТВ Татьяна Плотникова (по задумке продюсеров она сидела на стуле, под которым якобы находилась бомба). Отстаивать свои права в суде Хаматова и Плотникова не стали. Плохо с сердцем после участия в съёмках в передаче стало и Инне Гомес (по сценарию она «подбила» вертолёт).
Среди обратившихся в суд с жалобами на программу в разное время были такие её участники, как певица Ирина Салтыкова, стилист Сергей Зверев и писательница Мария Арбатова. Арбатова, ставшая «якобы свидетельницей избиения людей в туристической фирме и обладательницей бесплатного путешествия», посчитала, что в передаче её оскорбили, и в исковом заявлении потребовала закрыть шоу. На момент рассмотрения иска выход передачи в эфир был остановлен по неизвестным причинам. Басманный суд Москвы оставил без удовлетворения судебный иск писательницы и не согласился с тем, что «в программе над писательницей было совершено „насилие в форме жестокой манипуляции“», и с тем, что «передача вредна и опасна». Ущерб писательница оценила в 100 тысяч долларов.
Среди провальных розыгрышей авторы программы также называли розыгрыши с Василием Шандыбиным и Александром Починком. Они также не предназначались для показа в эфире, а являлись видеороликами для внутреннего пользования — «как не надо делать розыгрыши». Скандалом завершился и розыгрыш с Александром Абдуловым, который по сюжету приобрёл шесть собак, чтобы спасти их от расправы (из них якобы хотели приготовить блюда в корейском ресторане) — в студии Абдулов выругался в адрес ведущих, заявив, что у него за неделю до съёмок умерла собака, и что съёмочная группа этим фактом и воспользовалась. Пельш принёс извинения и заявил, что съёмочная группа не посвящала его в сущность розыгрыша.
В последние годы существования передача выходила в эфир на нерегулярной основе. Случалось так, что некоторые розыгрыши не удавались. Актёр Дмитрий Харатьян уже во время съёмок розыгрыша сразу заметил работающую скрытую камеру и понял, что его разыгрывают. Вскоре такие случаи участились.
После серии неудачных эпизодов формат программы и показываемых подстав несколько изменился, что сказалось на качестве и восприятии телепроекта. По словам обозревателя газеты «Собеседник» Ольги Сабуровой:

Похоже, инциденты с Чулпан Хаматовой… и Марией Арбатовой… здорово напугали самих мастеров «развода». Их призывали всего лишь к соблюдению чувства меры — но они перестраховались так, что остроту, на которой держалась программа, подменили приторностью. В новом сезоне [2007 года], судя по премьерному выпуску, авторы «Розыгрыша» помешались на фокусах. Игорь Верник, открывавший новый цикл, стал жертвой иллюзиониста, а Валдис Пельш и Татьяна Арно с картами и волшебными палочками в руках изображали магистров магии. При этом ведущие скорее отрабатывали, словно повинность, сценарий, нежели пытались наладить общение с гостями. Которые, казалось, только мешали Пельшу и Арно вести их фантастически скучные диалоги. Складывается впечатление, что «Розыгрыш» выдохся, вернее, сильно получил под дых. А вот от кого и что на самом деле стало причиной сбоя — наезды обиженных звёзд, перерыв в съёмках или элементарное истощение фантазии, остаётся только догадываться.

По этой причине, а также ввиду высокой стоимости программы, в 2012 году шоу было закрыто.

## Отзывы участников
Лидер группы «Несчастный случай» Алексей Кортнев так впоследствии отзывался о своём участии в этой передаче:

Мне позвонили из психиатрической клиники и сказали, что к ним поступил Валдис Пельш с алкоголическим срывом. Мне даже сейчас вспоминать об этом не очень приятно… Я сразу туда поехал. Правда, в какой-то момент начал сильно подозревать, что это розыгрыш. Тем более я прекрасно знаю, что Валдис ведёт подобную программу. Но… Пельш меня «купил», когда его привели ко мне в образе сумасшедшего. Это было ОЧЕНЬ достоверно. Сыграл Валдис прекрасно. В тот момент я очень сильно испугался за него. Как потом выяснилось, он специально консультировался у психиатров, как себя ведут настоящие больные. Только на исходе второго часа пребывания в стенах клиники мне сказали, что меня разыгрывают. Валдис просто снял маску сумасшедшего с лица. Я испытал огромное облегчение.

## Награды
- 2005 — премия «ТЭФИ-2005» в номинации «Развлекательная программа»[37].